# Nikita Krimian
Nikita Arkadjewicz Krimian (Chrimian) (ros. Никита Аркадьевич Кримян (Хримян), ur. 1913 w Karsie, zm. 15 listopada 1955 w Tbilisi) – funkcjonariusz radzieckich organów bezpieczeństwa ormiańskiego pochodzenia, pułkownik, ludowy komisarz/minister bezpieczeństwa państwowego Armeńskiej SRR (1945-1947), szef Zarządu NKGB w obwodzie jarosławskim (1943-1945), szef Zarządu MGB w obwodzie uljanowskim (1947-1950).

## Życiorys
Należał do WKP(b), od czerwca 1930 do marca 1931 kierował sowchozem w Armeńskiej SRR. Od lipca 1932 pracował w OGPU ZFSRR, 1933-1935 był pełnomocnikiem Pełnomocnego Przedstawicielstwa OGPU/NKWD ZFSRR, 1935-1938 pracował w NKWD Gruzińskiej SRR m.in. jako starszy pełnomocnik operacyjny i pomocnik szefa oddziału Wydziału IV oraz szef Wydziału IV Zarządu Bezpieczeństwa Państwowego. 13 stycznia 1936 otrzymał stopień młodszego porucznika, a 23 maja 1938 porucznika bezpieczeństwa państwowego. Od 1938 do września 1939 był zastępcą szefa Sekcji Śledczej NKWD Gruzińskiej SRR, od września 1939 do lutego 1940 szefem Sekcji Śledczej Zarządu NKWD obwodu lwowskiego, a od lutego 1940 do marca 1941 zastępcą szefa Zarządu NKWD obwodu lwowskiego, 19 lipca 1939 awansowano go na starszego porucznika, a 29 maja 1940 kapitana bezpieczeństwa państwowego. Od marca 1941 do maja 1943 był zastępcą szefa Zarządu NKWD obwodu jarosławskiego, od 7 maja 1943 do 7 maja 1945 szefem Zarządu NKGB tego obwodu, 11  lutego 1943 mianowany podpułkownikiem, a 16 kwietnia 1943 pułkownikiem. Od maja 1945 do września 1947 pełnił funkcję ludowego komisarza/ministra bezpieczeństwa państwowego Armeńskiej SRR, od 1947 do 30 września 1950 był szefem Zarządu MGB obwodu uljanowskiego, a 1951-1953 szefem Zarządu Kadr Ministerstwa Przemysłu Spożywczego Armeńskiej SRR. Był też deputowanym do Rady Najwyższej ZSRR 2 kadencji.
26 września 1953 został aresztowany, następnie skazany przez Kolegium Wojskowe Sądu Najwyższego ZSRR na karę śmierci i rozstrzelany.

## Odznaczenia
- Order Czerwonego Sztandaru Pracy (dwukrotnie - 20 września 1943 i 24 listopada 1945)
- Order Wojny Ojczyźnianej I klasy (31 maja 1945)
- Order Czerwonej Gwiazdy (trzykrotnie)
- Odznaka "Zasłużony Funkcjonariusz NKWD" (28 maja 1941)

I 7 medali.